# Чуди, Роза
Роза Чуди (нем. Rosa Tschudi; 21 апреля 1924 —  17 октября 2015) —   швейцарский повар  и писательница . Национальная ежедневная газета Tages-Anzeiger назвала ее «Гранд-дамой» швейцарской гастрономии. Чуди,   повар-новатор в Швейцарии, была удостоена нескольких 
звёзд «Мишлен» за свою 70-летнюю карьеру   и готовила для королевы Елизаветы II в 1991 году.

## Карьера
Роза Чуди была владелицей отеля «Корона» в швейцарском Готтлибене  с 1968 по 1981 год.  Затем она приобрела ресторан «Медведи» в Нюренсдорфе и ресторан «Чуди» в Дюбендорфе, названный в её честь. В 1995 году Роза открыла заведение «Джан Гросси» в Цюрихе, которым управляла вплоть до выхода на пенсию в 1997 году.
В 1998 году Роза Чуди побывала в России.

## Личная жизнь
Роза Чуди была поваром и владелицей своего дела, увлечённой  работой. Хотя она и сама пачкала руки на кухне, ей всегда нравилось иметь профессиональный, ухоженный вид с идеальным макияжем, и она следила за своей фигурой. Чуди любила украшения и платья от Эмилио Пуччи, которые она могла носить только вне кухни.
В отпуске Роза Чуди путешествовала по странам, чтобы побывать в гостях у друзей. Её фаворитом был Генри Леви из Берлина, владелец легендарного ресторана «Мэтр». Чуди также часто путешествовала по работе и любила принимать приглашения от пятизвёздочных отелей, которые всегда принимали известного  повара по высшему разряду.
Роза Чуди умерла 17 октября 2015 года в возрасте 91 года.